# Алматы (аэропорт)
Международный аэропорт Алматы (каз. Алматы халықаралық әуежайы / Almaty Halyqaralyq Äuejaiy  ), (ИАТА: ALA, ИКАО: UAAA) — главный международный аэропорт города Алматы, первый в Казахстане и Центральной Азии по объёму пассажиропотока, расположен в северной части города, в 12 километрах от центра. Эксплуатацию аэропорта осуществляет АО «Международный аэропорт Алматы», 100 % акций принадлежат турецкому холдингу TAV Airports Holding. 
Крупнейший аэропорт в Центральной Азии, занимает 1-е место по величине внутренних и международных пассажирских и грузовых авиаперевозок. Интенсивность полётов достигает до 20 взлётно-посадочных операций в час, 200—250 в сутки.

## Расположение
Аэропорт расположен примерно в 12 км к северо-востоку от центра Алма-Аты, примыкая к окраине города. Аэропорт расположен к северу от поселка Гульдала.

## История

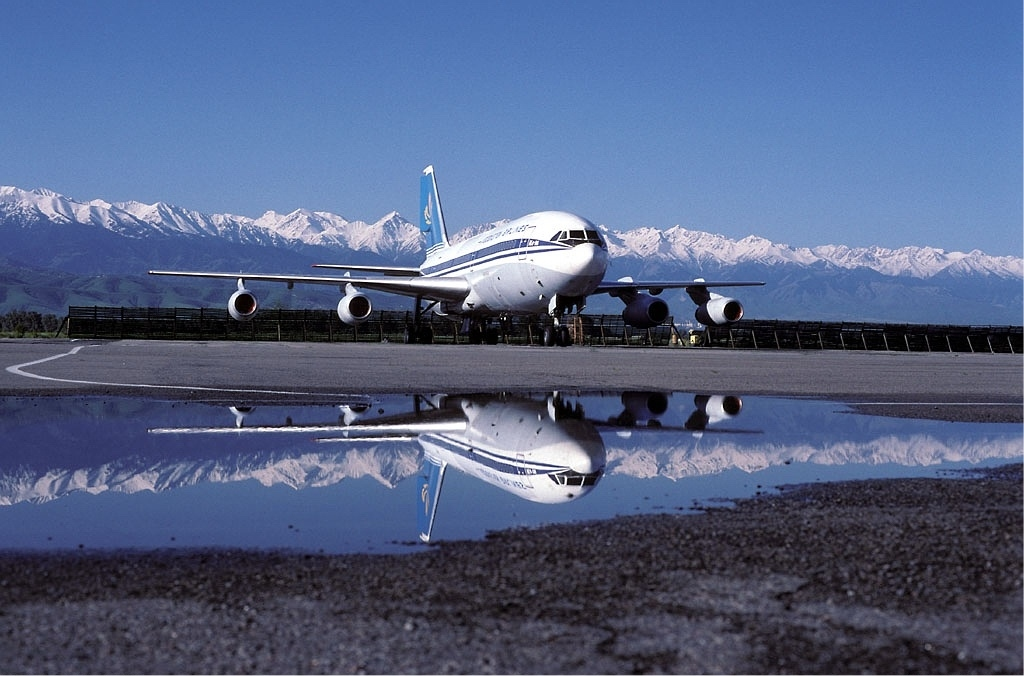
Ил-86 авиакомпании Kazakhstan Airlines в аэропорту Алматы, 1996 год

Алматинский аэропорт был создан в 1935 году. Это был небольшой аэродром, который находился в районе Центрального стадиона. Новое здание аэропорта было отстроено в северо-восточной части города после того, как начались регулярные перелёты по маршруту Алма-Ата — Москва. В 1970-е годы отсюда стал выполнять полёты сверхзвуковой авиалайнер Ту-144, по маршруту Алма-Ата — Москва, и такой опыт был первым и единственным на просторах СССР.
В 1972 году оснащён метеорологическим радиолокатором МРЛ-1, который в 2008 году заменён на доплеровский радиолокатор «Метеор-500» фирмы «Гемотроник». Аэродром способен принимать воздушные суда по метеоминимумам II и IIIB категории ИКАО.
26 декабря 1975 года аэропорт Алматы принял первый в мире коммерческий рейс сверхзвукового лайнера Ту-144. Самолёт доставил почтовые отправления.
17 февраля 2012 года в Москве на 32-й сессии Совета по авиации и использованию воздушного пространства Межгосударственного авиационного комитета (МАК) аэродром Международного аэропорта Алматы был признан лучшим в СНГ и получил приз «За достижения в области развития международных (категорированных) аэродромов».
5 января 2022 года аэропорт прекратил приём и отправку воздушных судов на неопределённый срок из-за массовых протестов, но уже 13 января авиасообщение было восстановлено.
В 2024 году открылся новый терминал, который начали строить в 2021 году.

## Технические данные
Аэродром аэропорта — внеклассный, пригоден для эксплуатации всех типов воздушных судов. В аэропорту имеется две взлётно-посадочные полосы:
- ВПП-1, 4400×60 м, в 1998 году была произведена реконструкция, оснащена новейшими техническими средствами.
- ВПП-2, 4500×60 м, была открыта 30 сентября 2008 года, оснащена современным аэронавигационным оборудованием. Взлётно-посадочная полоса способна принимать все типы воздушных судов без ограничения, как по максимальной взлётной массе, так и по интенсивности полётов[8][9].

На аэродроме также базируется военная авиация (самолёты Ан-12, Ан-24, Ан-26, Ан-30 и другие транспортные).

## Пункты назначения и перевозчики
В 2018 году половина пассажиропотока аэропорта приходилась на международные рейсы.
В 2025 году в аэропорту базировали свои самолёты такие казахстанские авиакомпании как Air Astana, FlyArystan, SCAT Airlines и Qazaq Air.

## Пассажиропоток
| Пассажиропоток за год (тыс. чел.) | Пассажиропоток за год (тыс. чел.) | Пассажиропоток за год (тыс. чел.) | Пассажиропоток за год (тыс. чел.) | Пассажиропоток за год (тыс. чел.) | Пассажиропоток за год (тыс. чел.) | Пассажиропоток за год (тыс. чел.) | Пассажиропоток за год (тыс. чел.) |
| 2005                              | 2006                              | 2007                              | 2008                              | 2009                              | 2010                              | 2011                              | 2012                              |
| --------------------------------- | --------------------------------- | --------------------------------- | --------------------------------- | --------------------------------- | --------------------------------- | --------------------------------- | --------------------------------- |
| 1600                              | ↗2000                             | ↗2200                             | ↗2500                             | ↗2700                             | ↗3080                             | ↗3666                             | ↗4003                             |
| 2013                              | 2014                              | 2015                              | 2016                              | 2017                              | 2018                              | 2019                              | 2020                              |
| ↗4323                             | ↗4589                             | ↗4905                             | ↘4878                             | ↗5641                             | ↗5686                             | ↗6422                             | ↘3616                             |
| 2021                              | 2022                              | 2023                              | 2024                              |                                   |                                   |                                   |                                   |
| ↗6103                             | ↗7230                             | ↗9547                             | ↗11 426                           |                                   |                                   |                                   |                                   |

## Аэровокзальные комплексы

### Здание нового терминала
В 2021 году, на фоне увеличивающегося пассажиропотока, началось строительство нового терминала. В 2024 году новый терминал начал использоваться. Площадь нового терминала составила 53 тыс. кв. м. После запуска этого терминала началась реконструкция старого (основного) терминала. Здание старого (основного) терминала планируется использовать для внутренних рейсов, тогда как новый терминал будет использоваться для международного сообщения.

### Происшествия
6 июля 2025 года ребенок получил травмы в здании нового терминала в результате падения острых крупных осколков от стеклянной перегородки. Это произошло из-за того, что турецкая компания-застройщик использовала в обустройстве терминала «сырое стекло» (которое не имеет повышенной прочности) вместо «закаленного» ударопрочного стекла. Тем самым застройщиком терминала создана угроза для безопасности пассажиров.

### Здание домашнего (ранее основного) терминала
Основной терминал аэропорта располагается на улице Майлина, 2 и функционирует с 2004 года. Строительство нового терминала (здания) аэропорта Алма-Аты было начато в 2000 году после того, как в 1999 году пожаром было уничтожено прежнее здание аэропорта. Открытие терминала прошло 29 декабря 2003 года с участием президента Казахстана Нурсултана Назарбаева. Стоимость строительства составила 52,3 млн долларов. Здание терминала было построено по проекту М. Монтахаева. При формировании образа нового здания важное значение имело зрительное восприятие этого объекта с уровня птичьего полёта, а именно наличие высоких точек зрительного восприятия — терминал хорошо обозревается и на уровне земли, и на уровне посадки самолёта. Плавная динамика линии крыши дополнена архитектурными элементами — большими фонарями верхнего освещения, по форме напоминающими гранёные алмазы, заключённые в оправы витражей.
В декабре 2012 года был введено дополнительное здание для внутренних рейсов, что позволило увеличить пропускную способность аэропорта. Первый этаж павильона реконструирован под прилёт местных воздушных линий, второй этаж используется как накопитель зала вылетов внутренних рейсов.
После ввода в эксплуатацию нового терминала здание старого (основного) терминала стало использоваться для внутренних (домашних) рейсов.

### Здание бизнес-терминала
Бизнес-терминал располагался в первом историческом здании аэропорта (ул. Майлина, 1а), построенном в 1947 году по проекту архитекторов Б. Заварзина, Г. Елькина, при участии Т. Басенова. В 1957 году здание было перестроено по проекту архитектора Капанова, в результате приобрело национальный колорит. Здание построено в классицистических традициях с использованием стилевых характеристик национального казахского зодчества, придающих зданию восточный колорит, протяжённым фасадом ориентировано в меридиональном направлении. В 1975 году была проведена реставрация здания по проекту художника В. Сенченко. В 2007 году проведена капитальная реставрация здания, внешний исторический облик остался неизменным.
Здание бизнес-терминала являлось государственным памятником градостроительства и архитектуры. 4 апреля 1979 года решением исполнительного комитета Алма-Атинского городского совета народных депутатов № 139 «Об утверждении списка памятников истории и культуры города Алма-Аты», здание аэропорта 1947 года постройки признано памятником архитектуры местного значения, с тех пор взято под охрану государства. Здание входило в Государственный список памятников истории и культуры местного значения города Алматы. Границы охранных зон были утверждены в 2014 году.
В 2018 году акимом города Бауыржаном Байбеком предпринималась попытка исключения здания бизнес-терминала аэропорта из списка памятников истории и архитектуры, однако в связи с возмущением общественности и жителей его планы были сорваны, а проект исключения пришлось отозвать.
В октябре 2022 года историческое здание бизнес-терминала было снесено, освободив место для постройки нового здания основного терминала. Точная копия здания возводится примерно в 400 метрах на юго-восток от старого места, и будет использоваться преимущественно для обслуживания правительственных делегаций.

### Здание аэропорта (1973—1999)
Новое здание аэропорта (ул. Майлина, 2) 1973 года постройки функционировало с 1973 по 1999 годы. Авторами проекта сооружения были архитекторы В. П. Ищенко, О. Н. Наумова, Ю. Г. Литвиненко, Ю. И. Шарапов; инженеры К. Нурмакова, З. Суханова. В 1979 году Решением исполнительного комитета Алма-Атинского городского Совета народных депутатов № 139 «Об утверждении списка памятников истории и культуры города Алма-Аты», здание аэропорта 1973 года постройки признано Памятником архитектуры и взято под охрану государства.
В ночь с 9 на 10 июля 1999 года в здании аэропорта произошёл пожар. Огонь уничтожил ресторан, зал ожидания, зону регистрации пассажиров, залы прилёта и вылета местных авиалиний, бизнес-холл и магазин беспошлинной торговли. Пожар, который начался в 23:20 в пятницу, был потушен только в субботу утром в 6:47. Из списка памятников истории и архитектуры здание было исключено в 2010 году.

## Транспортная инфраструктура
Аэропорт расположен в северной части города, примерно в 15 километрах от центра города Алма-Аты, связан с центром города через улицы Суюнбая, Хмельницкого и Майлина (время в пути от 20 минут в зависимости от загрузки трасс). Также добраться до аэропорта можно через проезд по Восточно-объездной автодороге, Кульджинскому тракту и по улице Бухтарминской с выездом на Майлина.
В аэропорт или проездом идут следующие маршруты общественного транспорта:

### Автобусные
- Автобус № 3, ночной маршрут: микрорайон Орбита — Аэропорт (заезд на привокзальную площадку аэропорта)
- Автобус № 33, маршрут: мкр. Саялы-2 — мкр. Аль-Мерек
- Автобус № 36, маршрут: ж/д вокзал Алматы-1 — мкр. Маяк (только при движении в сторону ж/д вокзала Алматы-1)
- Автобус № 41, маршрут: микрорайон Кок-Жиек — село Гульдала, Талгарский район Алматинской области
- Автобус № 79, маршрут: Жандосова/Саина — мкр. Аль-Мерек
- Автобус № 86, маршрут: ул. Торайгырова — Академия гражданской авиации — Таможня
- Автобус № 92, маршрут: мкр. Мамыр 1-7 (ул. Момышулы — ул. Шаляпина) — Аэропорт (не заезжает в аэропорт)
- Автобус № 106, маршрут: мкр. Мамыр 1-7 (ул. Момышулы — пр. Абая) — мкр. Аль-Мерек

### Троллейбусные (недействующие)
Ранее до аэропорта курсировали два троллейбусных маршрута. Маршруты были закрыты в конце 1990-х годов. Акиматом города планировалось восстановление маршрутов, но по настоящее время так и не восстановлены.
- Троллейбус № 13, маршрут: из центра города, по улицам Суюнбая, Хмельницкого, Майлина, конечная Аэропорт.
- Троллейбус № 17, маршрут: из центра города, по улицам Пушкина, Суюнбая, Шолохова, Зорге, Вокзал Алматы-1, Сейфуллина, Шолохова, Суюнбая, Хмельницкого, Майлина, конечная Аэропорт.

## Владельцы и управление
В советское время аэропорт Алматы и его инфраструктура находились в собственности и управлении государства. Аэропорт входил в состав Казахского управления гражданской авиации. В 1993 году в рамках программы разгосударствления и приватизации, предложенной иностранными консультантами, вошёл в «Национальную акционерную авиакомпанию Қазақстан әуе жолы», правопреемницу Казахского управления гражданской авиации. В 1994 году преобразован в самостоятельное акционерное общество АООТ «Аэропорт Алматы», выведен из государственной собственности и продан в частную собственность. В дальнейшем аэропорт несколько раз менял собственников.
В апреле 2011 года аэропорт вновь был продан за 12,6 млрд тенге или $86,7 млн и перешёл в собственность компании Venus Airport Investments B.V., зарегистрированной в Амстердаме. Её президентом был бывший депутат городского совета Алматы Айбол Бекмухамбетов, который после выдвинутого в апреле 2019 года уголовного дела о присвоении или растрате вверенного ему чужого имущества и выхода под залог подал в отставку с поста в управляющей аэропортом компании.
В мае 2020 года сто процентов акций Международного аэропорта Алматы за 415 млн долл. выкупил турецкий холдинг TAV Airports Holding.

### Прибыль
Аэропорт генерирует прибыль: 2017 год — 4,1 млрд тенге, 2018 год — 5,1 млрд тенге, I квартал 2019 года — 2,2 млрд тенге.

### Субсидирование
В 2018 году благодаря ПРООН была проведена модернизация светосигнального оборудования полос аэропорта, системы внутреннего освещения здания (терминалов) и наружной прилегающей территории. В рамках указанной технической модернизации МАА: уменьшит выброс углекислого газа СО2 – до 1 305,72 тонны и снизит потребление энергии – до 62%.

## Происшествия

### Пожар в здании аэропорта
Здание старого аэровокзала аэропорта сгорело в ночь с 9 на 10 июля 1999 года. Площадь пожара составила 6,12 тыс. квадратных метров. Сгорели ресторан, зал ожидания, зона регистрации пассажиров, залы прилёта и вылета местных авиалиний, бизнес-холл, магазин беспошлинной торговли. Пожарным удалось спасти подвалы, оборудование правительственной связи, здание линейного отделения полиции. Пожар, начавшийся в 23:20 в пятницу, потушили в субботу утром в 6:47. Пожару была присвоена третья категория сложности.

### Угроза банкротства
В апреле 2010 года появились сообщения о возможном закрытии аэропорта города Алматы, если не будет решён вопрос взыскания долгов перед Амстердамским торговым банком (АТБ, дочерний банк российского Альфа-банка). Ранее АТБ сообщал, что может забрать имущество аэропорта за долги по кредиту, выданному АО «Международный аэропорт Алматы» в 2007 году. Срок погашения кредита наступил в марте 2009 года. На апрель 2010 года общая сумма задолженности (включая пеню) АО «Международный аэропорт Алматы» перед банком составляет более $38 млн.
В июне 2010 года СМИ сообщили, что аэропорт в общей сложности задолжал кредиторам уже 160 млн долларов — не только банкам, но и поставщикам топлива, и пайщикам, у которых аэропорт выкупал земли для строительства новой взлётно-посадочной полосы. Нынешнее руководство аэропорта утверждает, что на строительство нового пассажирского терминала прежней администрацией было потрачено свыше 65 млн долларов, хотя, по предварительной смете, расходы должны были составить около 15 млн долларов. При этом терминал до сих пор не достроен. Задолженность по авиационному топливу по состоянию на конец 2009 года составила 5,9 млрд тенге, задолженность перед подрядчиками по новому пассажирскому терминалу — 585 млн тенге, просроченная задолженность перед банками — 9,165 млрд тенге. Серьёзными финансовыми нарушениями сопровождалось и строительство новой взлётно-посадочной полосы, на которую в общей сложности аэропорт потратил 80 млн долларов, хотя затраты должны были быть ниже. Кроме того, лишних 10 млн долларов аэропорт переплатил подрядчику строительства новой гостиницы под брендом Park Inn, которая обошлась воздушной гавани в 16,5 млн долларов, но так и не введена в эксплуатацию.
В конце августа 2010 года было подписано мировое соглашение между АО «Международный аэропорт Алматы» и Амстердамским торговым банком, которому аэропорт задолжал более $38 млн Бывший президент АО «Международный аэропорт Алматы» Таир Идрисов в сентябре 2010 года объявлен в розыск в связи с тем, что против него возбуждено уголовное дело по факту хищения денежных средств АО «Международный аэропорт Алматы» в сумме 58,7 млн тенге.

### Авиакатастрофы
4 января 1965 года при посадке потерпел катастрофу Ил-18Б компании «Аэрофлот» рейса Москва — Омск — Семипалатинск — Алма-Ата, в результате чего погибли 64 человека.
22 ноября 1966 года при взлёте потерпел катастрофу Ил-18Б компании «Аэрофлот», выполнявший рейс Алма-Ата — Семипалатинск — Омск — Москва, в результате чего погибли 2 человека.
24 марта 1969 года при взлёте потерпел катастрофу Ан-24 компании «Аэрофлот», выполнявший рейс Алма-Ата — Свердловск, в результате погибли 4 человека.
13 января 1977 года при заходе на посадку потерпел катастрофу Ту-104А компании «Аэрофлот» рейса Хабаровск — Новосибирск — Алма-Ата, в результате чего погибли 90 человек.
8 июля 1980 года при взлёте из аэропорта потерпел катастрофу Ту-154Б-2 рейса Алма-Ата — Ростов-на-Дону — Симферополь компании «Аэрофлот». При падении было разрушено несколько жилых домов. Погибло 166 человек — крупнейшая авиакатастрофа за всю историю Казахстана.
30 августа 1983 года потерпел катастрофу Ту-134А компании «Аэрофлот», выполнявший рейс по маршруту Казань — Алма-Ата. Самолёт столкнулся с горой при попытке осуществить посадку в тёмное время суток. Погибло 90 человек.
29 января 2013 года около 13 часов самолёт Bombardier CRJ-200 компании «SCAT», выполнявший рейс DV760 из Кокшетау, при заходе на посадку в условиях тумана потерпел катастрофу на удалении 1,5 км от торца ВПП. Погибли все, кто находился на борту: 21 человек.
27 декабря 2019 года при взлёте из аэропорта потерпел катастрофу самолёт Fokker 100 авиакомпании «Бек Эйр», выполнявший рейс № Z92100 по маршруту Алматы — Астана. Погибли 12 человек.

## Другие аэродромы региона
Помимо данного аэропорта, в пригороде Алматы имеется аэропорт местных воздушных линий Боралдай, это первый аэропорт Алматы (создан в начале 1930-х годов), однако в настоящее время он не обслуживает регулярные пассажирские рейсы.
В 50 км северо-восточнее города Алматы расположен крупный военный аэродром Жетыген.
На севере города Алматы, в районе железнодорожного разъезда № 70, расположен военный аэродром с грунтовой ВПП, способной принимать самолёты 2 класса (типа Ан-12) и более лёгкие, а также вертолёты всех типов.

## Радиочастоты
На всех частотах авиационного диапазона связь осуществляется с
амплитудной модуляцией сигнала (в режиме «АМ»).

### Вещание метеорологической информации
Непрерывная трансляция фактической погоды на аэродроме (обновление каждые 30 минут, при изменении погоды — чаще). Время указывается всемирное (UTC).
| служба погоды а/п Алматы | частота   |
| ------------------------ | --------- |
| АТИС на английском языке | 129.8 MHz |
| АТИС на русском языке    | 135.1 MHz |

### Диспетчерскиеслужбы
| Наименование службы                        | Частота, МГц | Резервные частоты, МГц                   | Примечания  |
| ------------------------------------------ | ------------ | ---------------------------------------- | ----------- |
| Диспетчер Алматы-Контроль (РЦ)             | 131.4        | 125.5; 132.1; 132.4; 132.9; 134.6; 135.5 |             |
| Диспетчер Алматы-Подход (ДПП)              | 124.8        | 131.6                                    |             |
| Диспетчер Алматы-Круг (ДПК)                | 120.8        |                                          |             |
| Диспетчер Алматы-Вышка                     | 119.4        | 124.0 (дежурная частота)                 |             |
| Диспетчер руления (ДПР)                    | 121.7        |                                          |             |
| Диспетчер Алматы-Транзит (ПДСП)            | 131.9        |                                          |             |
| Диспетчер Алматы-Район (МДП)               | 134.3        |                                          |             |
| Диспетчер «Переносчик» (аэропорт Боралдай) | 118.9        |                                          |             |
| Диспетчер Бишкек-Контроль                  | 132.2        |                                          |             |
| Международная аварийная частота            | 121,5        |                                          |             |
| Almaty VOR-DME (приводной радиомаяк)       | 112,30       |                                          | морзе «ALM» |
| Almaty VOR-DME (приводной радиомаяк)       | 116.40       |                                          | морзе «ATA» |

## Галерея

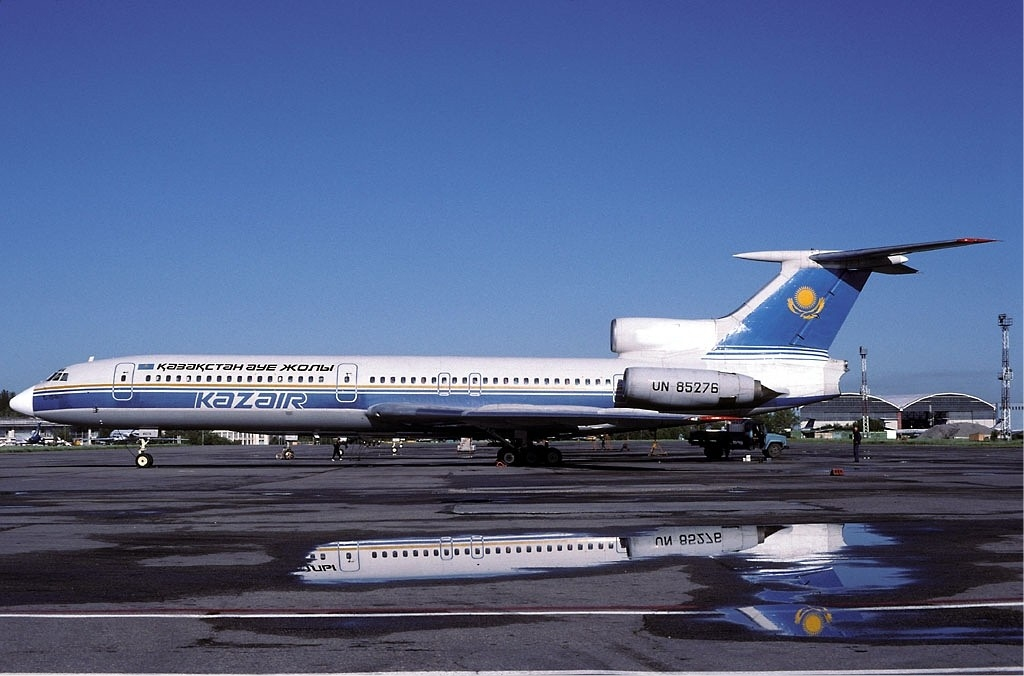
Ту-154 авиакомпании «Kazakhstan Airlines» в аэропорту Алматы
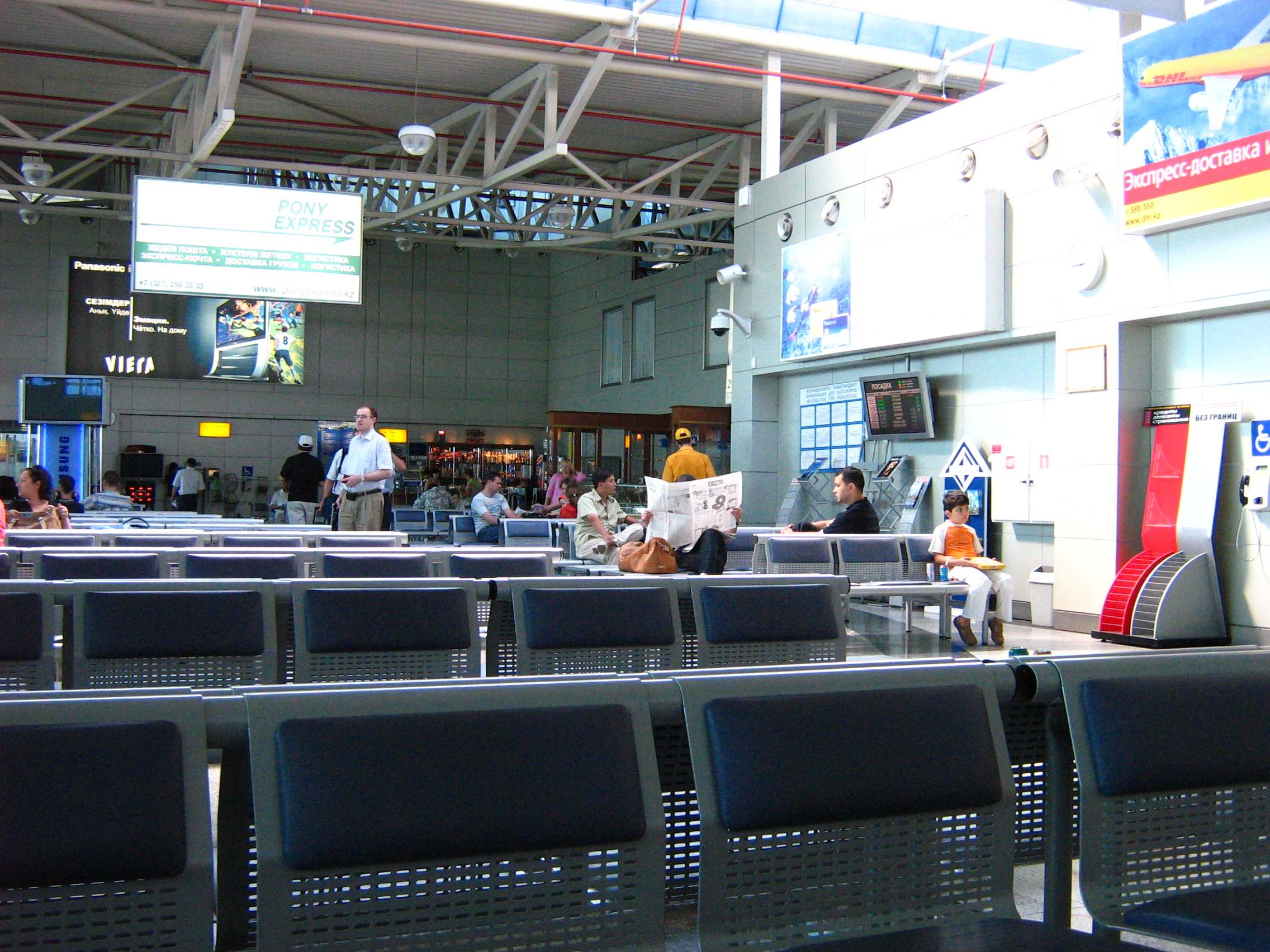
Интерьер зала вылета международных линий
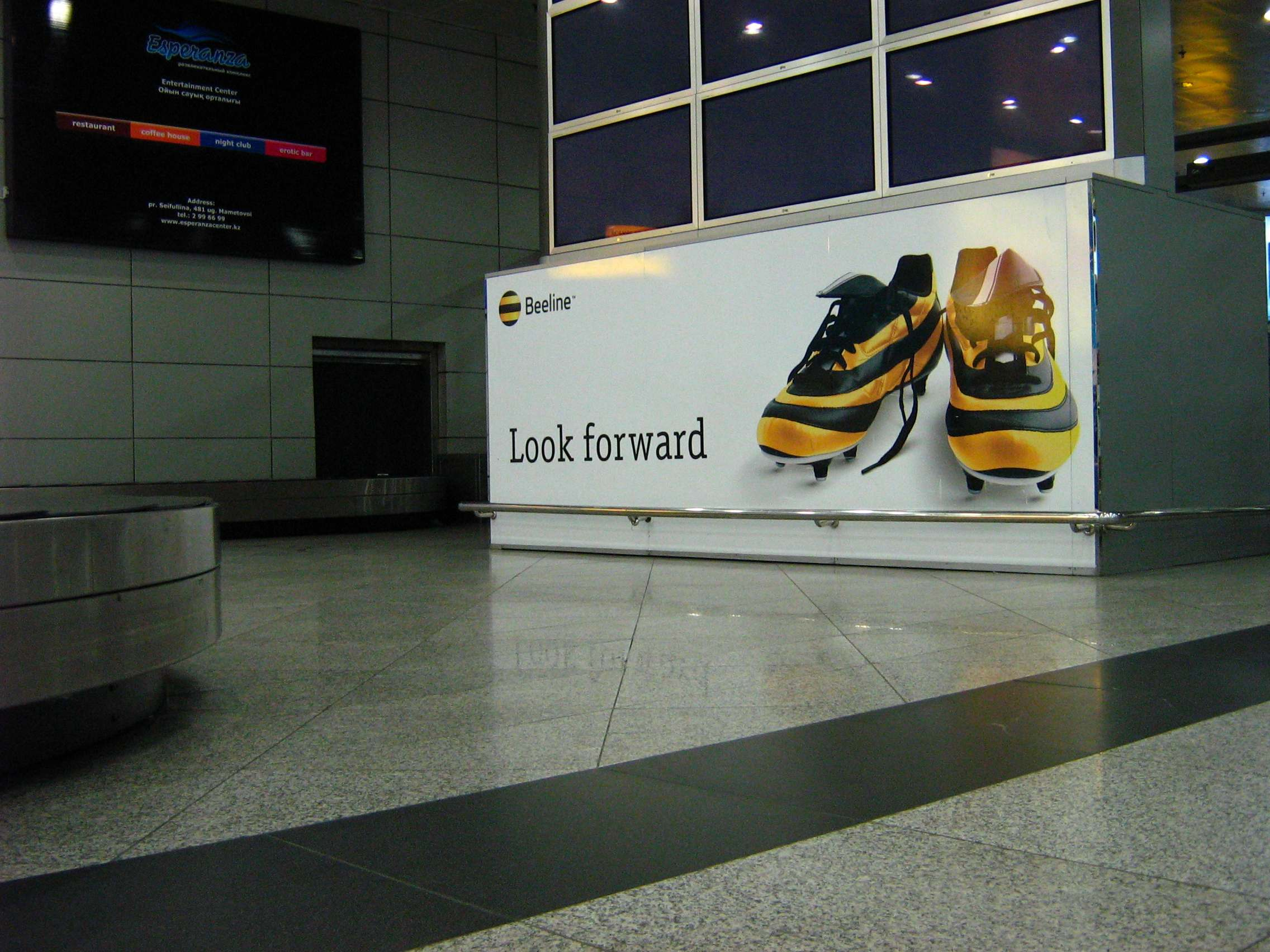
Зал прилёта международных линий
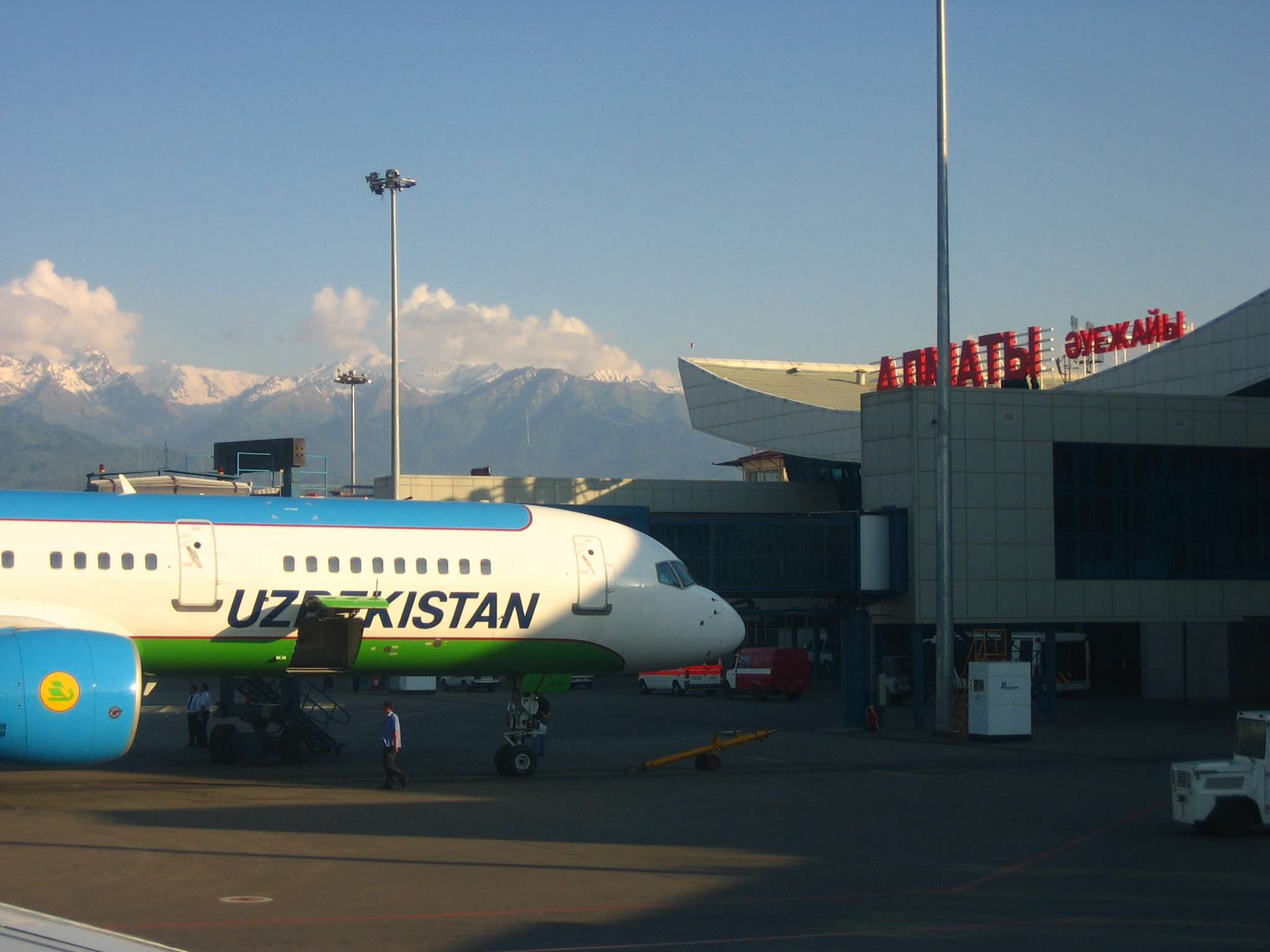
Загрузка багажа в аэропорту на Boeing 757 авиакомпании Uzbekistan Airways
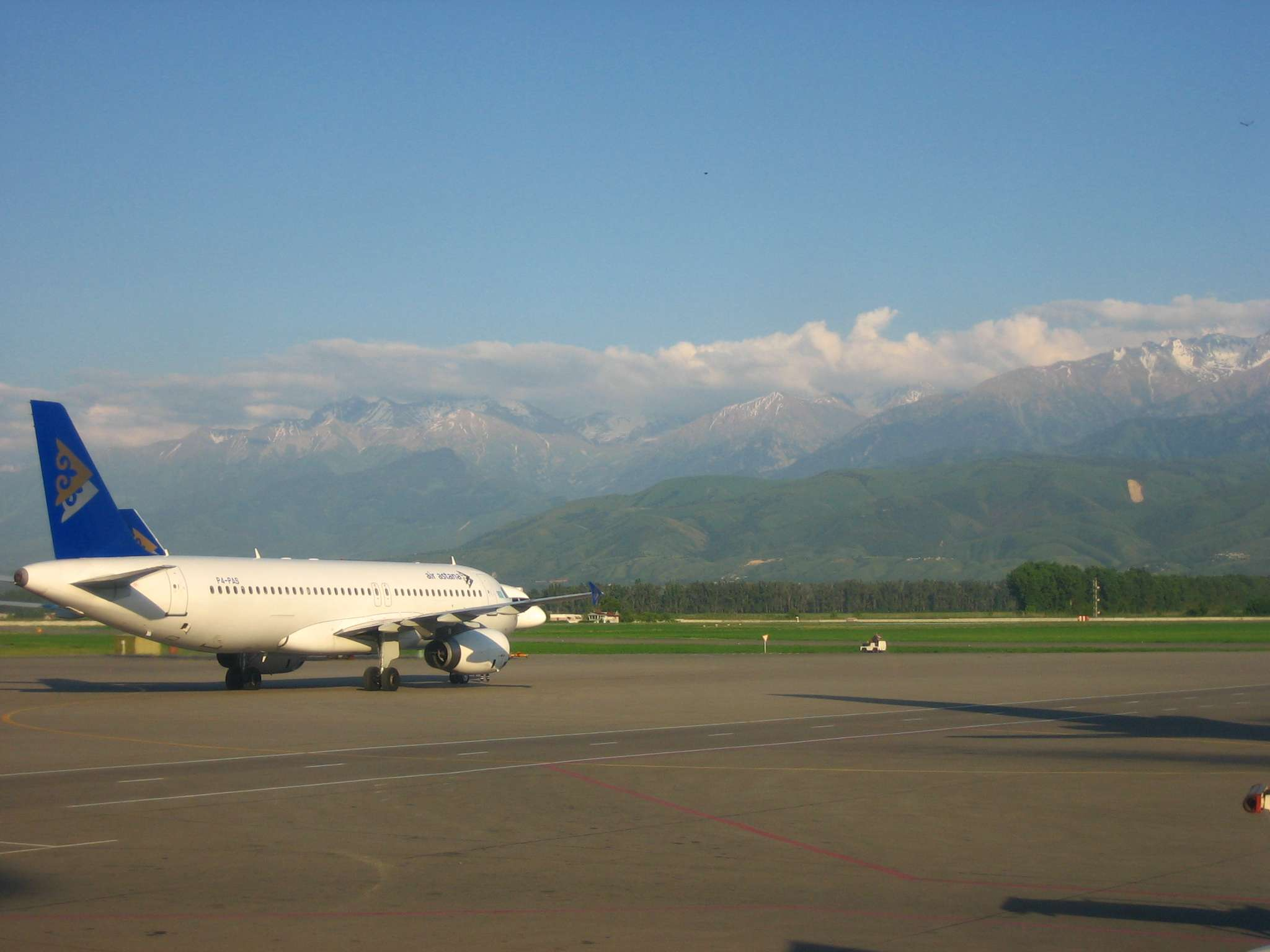
Airbus A320 авиакомпании Air Astana на фоне гор Заилийского Алатау

## Награды
- Орден Ленина.